# Lijst van rijksmonumenten in Huisseling
De plaats Huisseling telt 7 inschrijvingen in het rijksmonumentenregister. Hieronder een overzicht.
| Object | Oorspronkelijke functie?                                   | Bouwjaar                       | Architect        | Locatie                 | Coördinaten?                  | Nr.?   | Afbeelding                                 |
| --- | ---------------------------------------------------------- | ------------------------------ | ---------------- | ----------------------- | ----------------------------- | ------ | ------------------------------------------ |
| Boerderij, dwarsdeeltype met T-huis waarvan de voorzijde een topgevel bezit, waarnaast aanbouwen uit ca. 1900 en later                          | Boerderij                                                  | mogelijk 17e eeuw              |                  | Daalderstraatje 2       | 51° 47' 27" NB, 5° 38' 55" OL | 32392  | Meer afbeeldingen                          |
| Boerderij. Zeer fraai voorbeeld van het middenlangsdeeltype met T-huis, in de woonhuisvoorgevel hoekpilasters met hardstenen dorische kapitelen | Boerderij                                                  | eerste kwart 19e eeuw          |                  | Grotestraat 54          | 51° 47' 18" NB, 5° 38' 30" OL | 32395  | Meer afbeeldingen                          |
| Pastorie, tegenwoordig woonhuis | Kerkelijke dienstwoning                                    | 1877-1878; sinds 1987 woonhuis | Hermanus Kroonen | Grotestraat 58          | 51° 47' 15" NB, 5° 38' 30" OL | 518195 | Meer afbeeldingen                          |
| Sint Lambertuskerk | Kerk en kerkonderdeel                                      | 1911                           | Caspar Franssen  | Hamstraat 1             | 51° 47' 16" NB, 5° 38' 28" OL | 518193 | Meer afbeeldingen                          |
| Boerderij, middenlangsdeeltype met T-huis | Boerderij                                                  | eerste helft 19e eeuw          |                  | Hamstraat 4             | 51° 47' 14" NB, 5° 38' 27" OL | 32397  | Meer afbeeldingen                          |
| Boerderij, middenlangsdeeltype, met T-huis | Boerderij                                                  | eerste helft 19e eeuw          |                  | Hamstraat 8             | 51° 47' 13" NB, 5° 38' 29" OL | 32398  | Boerderij, middenlangsdeeltype, met T-huis |
| Baarhuisje en grafmonument | Begraafplaats en -onderdl. Werd gebruikt als beenderhuisje | 1878                           |                  | Hamstraat (ongenummerd) | 51° 47' 16" NB, 5° 38' 28" OL | 518194 | Meer afbeeldingen                          |